# Départements de l'Uruguay
Ne doit pas être confondu avec Département d'Uruguay.
L'Uruguay est une république centralisée, le pays se divise en 19 départements dirigés par un intendant municipal (intendente municipal) qui est élu pour 5 ans au suffrage universel direct. L'Assemblée Départementale (Junta Departamental) également élue possède un pouvoir législatif au niveau du département.
Les premiers départements sont formés dès 1816, le plus jeune, celui de Flores, datant de 1885.

## Liste des départements
| Drapeau | Département    | Chef-lieu      | Code ISO 3166-2 | Superficie (km²) | Population (2018) |
| ------- | -------------- | -------------- | --------------- | ---------------- | ----------------- |
|         | Artigas        | Artigas        | UY-AR           | 11 928           | 73 378            |
|         | Canelones      | Canelones      | UY-CA           | 4 536            | 520 187           |
|         | Cerro Largo    | Melo           | UY-CL           | 13 648           | 84 698            |
|         | Colonia        | Colonia        | UY-CO           | 6 106            | 123 203           |
|         | Durazno        | Durazno        | UY-DU           | 11 643           | 57 088            |
|         | Flores         | Trinidad       | UY-FS           | 5 144            | 25 050            |
|         | Florida        | Florida        | UY-FD           | 10 417           | 67 048            |
|         | Lavalleja      | Minas          | UY-LA           | 10 016           | 58 815            |
|         | Maldonado      | Maldonado      | UY-MA           | 4 793            | 164 300           |
|         | Montevideo     | Montevideo     | UY-MO           | 530              | 1 319 108         |
|         | Paysandú       | Paysandú       | UY-PA           | 13 922           | 113 124           |
|         | Río Negro      | Fray Bentos    | UY-RN           | 9 282            | 54 765            |
|         | Rivera         | Rivera         | UY-RV           | 9 370            | 103 493           |
|         | Rocha          | Rocha          | UY-RO           | 10 551           | 68 088            |
|         | Salto          | Salto          | UY-SA           | 14 163           | 124 878           |
|         | San José       | San José       | UY-SJ           | 4 992            | 108 309           |
|         | Soriano        | Mercedes       | UY-SO           | 9 008            | 82 595            |
|         | Tacuarembó     | Tacuarembó     | UY-TA           | 15 438           | 90 053            |
|         | Treinta y Tres | Treinta y Tres | UY-TT           | 9 676            | 48 134            |